# Dendang (Stabat)
Dendang is een bestuurslaag in het regentschap Langkat van de provincie Noord-Sumatra, Indonesië. Dendang telt 6418 inwoners (volkstelling 2010).